# La Plus Belle Fille du monde (film, 1951)
Pour les articles homonymes, voir La Plus Belle Fille du monde.
Pour plus de détails, voir Fiche technique et Distribution.
La Plus Belle Fille du monde est un film français réalisé par Christian Stengel, sorti en 1951.

## Synopsis
Un industriel finance le concours de « la plus belle fille de France » à condition que Françoise, sa petite amie, soit élue ; mais elle n'est pas le choix du public.

## Fiche technique
- Réalisation : Christian Stengel
- Scénario : Philippe Brunet, Christian Stengel
- Adaptation et dialogues : René Wheeler, Jean Ferry
- Photographie : René Gaveau
- Montage : Charles Bretoneiche
- Cadreur : René Ribault
- Musique : Marc Lanjean
- Décors : Robert Hubert
- Son : Jean Monchablon
- Photographe de plateau : Henri Membré
- Scripte : Denise Gaillard
- Coiffeuse : Michèle Dumont
- Directeur de production : Robert Sussfeld
- Régisseur général : Irénée Leriche
- Société(s) de production :  Gaumont et Équipe Technique de Productions Cinématographiques
- Société de distribution : Gaumont
- Pays de production :  France
- Format : Noir et blanc — 35 mm — 1,37:1 — son mono — film parlant
- Durée : 110 minutes
- Date de sortie :
  - France : 31 octobre 1951

## Distribution
- Françoise Arnoul : Françoise, 22 ans, la jeune maîtresse de Martineau, que celui-ci veut faire élire "Vénus de France"
- Paul Bernard : Martineau, un riche négociant en caoutchouc, son amant
- Jacqueline Gauthier : Jacqueline "Jackie" Tessier, une actrice sans emploi qui participe au concours de beauté "Vénus de France"
- Nicole Francis : Colette Dumont, la jeune reine de beauté de Pontarlier, que son père accompagne au concours « Vénus de France »
- Nadine Alari : Marie Charmy, la reine de beauté de Rouen, secrétaire d'un entrepreneur de construction, candidate au titre de « Vénus de France »
- Marc Cassot : Robert, un chef de chantier, le fiancé de Marie qui désapprouve sa candidature au titre de « Vénus de France »
- Jacques Castelot : Gabory, le cynique organisateur du concours « Vénus de France »
- Henri Crémieux : Balbec de la Morlière, un ancien journaliste, le secrétaire de Gabory
- Renaud Mary : Alberto, l'as des reporters-photographes
- Louis Seigner : M. Dumont, un distillateur de Pontarlier qui chaperonne sa fille au concours « Vénus de France »
- Robert Vattier : Maître Paul Thomas, l'avocat général de Limoges, le père ennuyeux de Françoise
- Max Revol : Loiseau, un poète responsable de la correspondance et de la présentation publique du concours
- Olivier Mathot : Sélim Bey, un prince égyptien client du Royat Palace
- Robert Moor : un membre du cercle
- Henri Marchand : le maire de Royat
- Madeleine Barbulée : la secrétaire de l'agence
- Claude Borelli : une concurrente
- Marius David : l'imprésario
- Hubert de Lapparent : Carnot
- Andrée Florence
- Henri Beaulieu